# Seminary (Missisipi)
Seminary – miasto w Stanach Zjednoczonych, w stanie Missisipi, w hrabstwie Covington.